# Халилова, Жамиля
Жамиля́ Хали́лова (урожд. Маме́дова) (20 августа 1923, село Пареха, Грузинская ССР, СССР — 19 июня 2005) — колхозница, звеньевая колхоза «Бельбасар», Герой Социалистического Труда (1948).

## Биография
Родилась в 1923 году в крестьянской семье в деревне Пареха, Грузинская ССР. В 1944 году переехала вместе с родителями в Казахскую ССР, где устроилась на работу в колхоз «Бельбасар» Шуского района Джамбулской области. Первоначально работала рядовой колхозницей. Позднее была назначена звеньевой свекловодческого звена.
В 1946 году хлопководческое звено под руководством Жамили Мамедовой собрало с участка площадью 2 гектара по 830 центнеров сахарной свеклы. За этот доблестный труд была удостоена в 1948 году звания Героя Социалистического Труда.

## Награды
- Герой Социалистического Труда (1948);
- Орден Ленина (1948).